# فرایند فراش
فرایند فراش(به انگلیسی: Frasch process) فرایندیست صنعتی که برای تولید گوگرد عنصری از منابع طبیعی به کار می رود. این روش تنها روش اقتصادی برای اصتخراج گوگرد عنصری است و تا اواخر قرن بیستم عمده گوگرد مورد استفاده صنایع از این طریق استخراج می‌شد. در حال حاضر این روش فقط در لهستان و مکزیک به کار می‌رود و عمده گوگرد مورد نیاز صنایع جهان از طریق فرایند کلاوس از سولفید هیدروژن موجود در منابع نفت و گاز به دست می‌آید.
فرایند فراش در سال ۱۸۹۴ توسط هرمان فراش ابداع شد و به‌سرعت به‌عنوان یک روش پیشرو در صنعت گوگرد شناخته شد. قبل از این ابداع، استخراج گوگرد اغلب به روش‌های دستی و سنتی انجام می‌شد که هم پرزحمت بود و هم بازدهی پایینی داشت. فراش با ترکیب ایده‌های نوآورانه در زمینه تزریق آب داغ و هوای فشرده، موفق شد مشکل استخراج گوگرد از ذخایر عمیق را حل کند.